# Achik
 (mars 2023).
Un achik ou ashiq (mot d’origine arabe : عاشِق, littéralement « amoureux » ; turc : âşık, azéri : aşıq, arménien : Աշուղ achough, géorgien : აშუღი achoughi) est l’équivalent caucasien du barde ou du troubadour[Selon qui ?] : il est à la fois poète populaire (turc : ozan'), chanteur, compositeur et joueur de saz.

## Présentation
Le répertoire des achik se compose de şarkı (chansons) et comporte aussi parfois des türkü (chansons traditionnelles anonymes, par opposition aux şarkı qui ont un auteur et un compositeur). Cependant, tout bon ashik se doit d’être également capable d’improviser à la fois paroles et musique, ce qui donne lieu à des rencontres où deux artistes, ou davantage, se répondent en commentant un thème intemporel (l’amour, l’inconstance des femmes, l’amour, la famille, l’amour) ou d’actualité (la politique turque, les producteurs de légumes malhonnêtes qui utilisent des hormones de croissance…).
Les compositions des plus fameux d’entre eux sont considérées, avec les türküs, comme une partie intégrante du patrimoine culturel national turc, au point qu’il existe en Turquie des conservatoires d’État où se perpétue cette tradition de la musique populaire (Türk halk müziği), parallèlement à l’enseignement de la musique turque savante (Türk sanat müziği) et à celui de la musique occidentale.

### Les ashiks contemporains
La musique pop turque, le jazz turc, etc. n’hésitent pas à puiser dans ce répertoire connu de tous outre-Bosphore. À l’inverse, certains ashiks étoffent leurs compositions en les harmonisant ou en les orchestrant, au risque parfois de perdre la spécificité de cette musique traditionnellement monodique et accompagnée uniquement au saz.

## Quelques ashiks connus
- Ali Ekber Çiçek
- Alim Qasimov
- Achik Kourbani
- Aşıq Pəri
- Aşık Mahzuni Şerif
- Aşık Veysel
- Muhlis Akarsu
- Sary Achug